# Disolución de Checoslovaquia

Bandera oficial de Checoslovaquia (1918-1992), que heredó uno de los dos países que surgieron; la República Checa.

Por disolución de Checoslovaquia (en checo: Rozdělení Československa, en  eslovaco: Rozdelenie Česko-Slovenska) se entiende la desintegración del antiguo Estado de Checoslovaquia, escindido en dos nuevos estados, la República Checa y Eslovaquia, decisión que entró en vigor el 1 de enero de 1993. A menudo se denomina el «Divorcio de Terciopelo» en español y otras lenguas, en referencia a la Revolución de Terciopelo de 1989 que condujo al final del gobierno comunista de Gustáv Husák y a la formación de un nuevo gobierno no comunista liderado por Václav Havel.
La desintegración de Checoslovaquia está claramente relacionada con el fin de la guerra fría y la disolución de otros países del bloque oriental como la URSS y Yugoslavia. A diferencia de lo que sucedió en esta, que asimismo fue creada en 1918 y también desapareció en 1992, en Checoslovaquia no se produjeron los enfrentamientos violentos debidos a los nacionalismos, que en el caso yugoslavo suscitaron las guerras yugoslavas.

## Los antecedentes
Checoslovaquia nació de la disolución del Imperio austrohúngaro al final de la Primera Guerra Mundial, a partir de la unión de Bohemia y Moravia tierras que habían pertenecido a la mitad cisleitana o austriaca y de los territorios septentrionales de la transleitana, que conformaron Eslovaquia. Fue invadida y dividida durante la Segunda Guerra Mundial por la Alemania Nazi entre un territorio ocupado llamado, Protectorado de Bohemia y Moravia y un estado satélite llamado República Eslovaca. La ocupación por parte de la Unión Soviética durante la posguerra originó la instauración de la República Socialista Checa y la República Socialista Eslovaca, federadas en la República Socialista de Checoslovaquia (la Rutenia subcarpática, un territorio oriental antes checoslovaco pasó a formar parte de Ucrania). Fue esta configuración política la que se convirtió del socialismo al capitalismo en 1989 por medio de la Revolución de Terciopelo.
Antes de los años 1990, el producto interior bruto per cápita de la República Checa era aproximadamente un 20 % más alto que el de Eslovaquia, pero el crecimiento de su PIB duradero era inferior. Las transferencias de dinero del presupuesto checo a Eslovaquia, que habían sido la regla en el pasado, cesaron en enero de 1991.
Muchos checos y eslovacos deseaban que siguiese existiendo la Checoslovaquia federal. Una ligera mayoría de eslovacos, sin embargo, abogaba por una forma más relajada de coexistencia o por una independencia completa. En septiembre de 1992, por ejemplo, una encuesta señaló tan solo el 37 % de los eslovacos y el 36 % de los checos apoyaban la separación. La encuesta también indicó que el 41 % de los checos y el 49 % de los eslovacos pensaba que la cuestión debería haberse decidido en un referéndum.

## La división
Finalmente, el destino del país lo decidieron los políticos. En 1992, los checos eligieron a Václav Havel y a otros que exigían una federación aún más firme (federación viable) o, en su defecto, dos estados independientes. Vladimír Mečiar y otros de los principales políticos eslovacos en esas fechas querían una especie de confederación. Los dos lados entablaron negociaciones frecuentes e intensas en junio. El 17 de julio, el Parlamento eslovaco adoptó la Declaración de Independencia de la República Eslovaca. Seis días más tarde, los políticos decidieron disolver Checoslovaquia en una reunión en Bratislava.
El objetivo de las negociaciones cambió, pasándose a buscar la vía para alcanzar una división pacífica. El 26 de agosto en Brno, Mečiar, como primer ministro eslovaco, junto al primer ministro checo Václav Klaus, anunció que la fecha de la disolución del país era el 1 de enero de 1993. El 25 de noviembre, el Parlamento federal adoptó la ley constitucional que marcaba el final de existencia de Checoslovaquia, que declaró que desde el 31 de diciembre de 1992 la República Federal Checa y Eslovaca dejaría de existir, y aseguró los detalles técnicos necesarios.
La separación ocurrió sin violencia, y así fue llamada: divorcio de terciopelo, a imagen y semejanza de la Revolución de Terciopelo que la había precedido, que fue llevada a cabo mediante manifestaciones masivas y acciones pacíficas, en contraste con la desintegración a menudo violenta de Yugoslavia y de la Unión Soviética o con la Revolución Rumana de 1989.
De hecho, sobre la disolución y sus consecuencias se ha comentado:

[…] Con la liquidación del Estado federal se consuma el total fracaso de aquel intento de reordenación territorial europea impuesto en Versalles después de la Primera Guerra Mundial por las potencias vencedoras. Los dos principales "inventos" de aquellos acuerdos de paz, los Estados federales de Yugoslavia y Checoslovaquia, han dejado de existir.
Pocas veces ha despertado tan poco entusiasmo el nacimiento de un Estado como entre los ciudadanos checos y eslovacos. Mayor fue el que se produjo, incluso en medio de una guerra o en víspera de la misma, como ocurrió en los recientes casos de las ex repúblicas yugoslavas de Eslovenia y Croacia.

En 1997 se negoció y aprobó una nueva frontera entre ambos países, de modo que la entonces localidad eslovaca de Sidonie pasaba a ser checa y el proceso inverso ocurría en U Sabotu.
Ambos países fueron admitidos como miembros de la Unión Europea y de la OTAN en 2004 (la República Checa ingresó a esta última en 1999).

## Aspectos legales

### Símbolos nacionales
Dado que el escudo de armas de Checoslovaquia era una composición de los de las áreas geográficas históricas que formaban el país, cada república simplemente mantuvo su propio símbolo: los checos el león y los eslovacos la doble cruz. El mismo principio se aplicó al himno nacional checoslovaco bilingüe en dos partes que constaba de dos piezas musicales independientes, la estrofa checa Kde domov můj? y la estrofa eslovaca Nad Tatrou sa blýska. Las disputas se produjeron solo con respecto a la bandera checoslovaca. Durante las negociaciones de 1992 sobre los detalles de la disolución de Checoslovaquia, tal como lo exigieron Vladimír Mečiar y Václav Klaus, se insertó en la ley constitucional sobre la disolución de Checoslovaquia una cláusula que prohibía el uso de los símbolos estatales de Checoslovaquia por sus estados sucesores.
De 1990 a 1992, la bandera roja y blanca de Bohemia (que se diferencia de la bandera polaca solo por la proporción de colores) sirvió oficialmente como bandera de la República Checa. Finalmente, después de buscar nuevos símbolos, la República Checa decidió unilateralmente ignorar la ley constitucional sobre la disolución de Checoslovaquia (el artículo 3 de la Ley 542/1992 estableció que "la República Checa y la República Eslovaca no utilizarán los símbolos nacionales de la República Federativa Checa y Eslovaca después de su disolución.") y mantuvo la bandera checoslovaca, con un significado modificado. Eslovaquia, mientras tanto, adoptó su bandera tradicional; sin embargo, justo antes de la independencia, el 3 de septiembre de 1992, se añadió el escudo de armas para evitar confusiones con las banderas similares de Rusia y Eslovenia.

### División de la propiedad nacional
La mayor parte de los activos federales fueron divididos en proporción de 2 a 1 (la proporción aproximada entre la población checa y eslovaca dentro de Checoslovaquia), incluyendo el equipamiento militar, los ferrocarriles, las infraestructuras y los aviones de pasajeros. Algunas disputas menores (por ejemplo, sobre reservas de oro almacenadas en Praga, valoración del know-how federal) prosiguieron durante unos años después de la disolución. El público en ambos países era bastante indiferente en relación con estas disputas y con su resultado.

### División monetaria
Al principio, la antigua moneda checoslovaca, la corona checoslovaca, todavía era usada en ambos países (que en realidad constituían así una unión monetaria). El temor de posibles pérdidas económicas por parte de los checos hizo que los dos estados adoptaran dos monedas nacionales, la corona checa y la corona eslovaca, el 8 de febrero de 1993. Al principio ambas divisas tenían un tipo de cambio igual, pero más tarde el valor de la corona eslovaca se volvió en general inferior al de la corona checa (hasta aproximadamente el 30%, en el 2004 alrededor del 25-27%, posteriormente el 20%). El 2 de agosto de 1993, ambas monedas se distinguieron por diferentes sellos que se colocaron primero y luego se imprimieron en billetes antiguos de coronas checoslovacas.
El 1 de enero de 2009, Eslovaquia adoptó el euro como moneda con un tipo de cambio de 30,126 SK / €, y la moneda conmemorativa de 2 € de 2009, la primera de Eslovaquia, fue presentada en el 20 aniversario de la Revolución de Terciopelo, en recuerdo de la lucha común de los Checoslovacos por la democracia. Por un capricho del destino, el discurso de bienvenida en nombre de la Unión Europea, con motivo de la entrada de Eslovaquia a la eurozona fue pronunciado por Mirek Topolánek, el primer ministro de la República Checa, el país que presidía la UE, naturalmente en su idioma natal, pero los otros oradores invitados hablaron en inglés. La República Checa sigue utilizando la corona checa.

## Consecuencias

### Economía
La disolución tuvo un ligero impacto negativo en las dos economías, sobre todo en 1993, cuando los vínculos comerciales tradicionales entre ambos territorios quedaron interrumpidos (incluido una amenaza de boicot total económico) y hubo que acomodarlos a las prácticas burocráticas del comercio internacional, pero el impacto resultó ser bastante inferior a lo que muchos esperaban.[cita requerida]
Las esperanzas de que la disolución daría paso de forma inmediata a una era de alto crecimiento económico en la República Checa (ya sin la necesidad de patrocinar a una Eslovaquia menos desarrollada) demostraron ser claramente incorrectas o muy exageradas. Lo mismo sucedió con la esperanza de una Eslovaquia independiente, inexplorada, que se convertiría en un nuevo "tigre económico", que se demostró era parcialmente infundada. El nivel del producto interior bruto eslovaco es todavía inferior al de la República Checa; el crecimiento del PIB eslovaco, sin embargo, ha sido constantemente más alto que el checo desde 1994.

### Ciudadanía
La doble nacionalidad entre los dos estados no fue al principio permitida; solo años más tarde la hicieron posible los tribunales, pero solo un puñado de personas han ejercido este derecho. Ya que ambos países son actualmente miembros de Unión Europea, esta cuestión se ha hecho menos importante debido a la libre circulación de personas que introdujo la ciudadanía europea creada por el Tratado de Maastricht en 1992. En caso de los movimientos entre la República Checa y Eslovaquia, esta política entró en vigor a partir de 2004, con lo que a los ciudadanos de ambos países se les permitió el cruce de la frontera entre ambas naciones sin necesidad de pasaporte, a la vez que se les permitía trabajar en cualquier lugar sin la necesidad de obtener un permiso oficial (este derecho ha sido utilizado principalmente por los eslovacos que trabajan en Chequia).

### Gitanos
Uno de los problemas no solucionados durante la disolución era la cuestión de un gran número de población gitana que vive en Chequia, y que nacieron y oficialmente se registraron en la actual Eslovaquia. La mayor parte de ellos no registraron de nuevo su lugar oficial de residencia durante los meses anteriores a la disolución, quedando abierto un interrogante sobre su nacionalidad. La ley checa permitió una concesión de ciudadanía automática solo a aquellos sin antecedentes penales y ello, según se informa, excluyó a un porcentaje bastante elevado de gitanos. El gobierno eslovaco no quería otorgar la ciudadanía a los no residentes. A un número significativo de gitanos que vivían en orfanatos checos no se les esclareció su situación jurídica y fueron liberados de la atención como adultos no ciudadanos sin ningún derecho a trabajar o vivir en la República Checa. Bajo la presión de la Unión Europea, el gobierno checo hizo enmiendas a su ley de nacionalidad en 1999 y 2003, lo que resolvió efectivamente el problema, pero no se ha proporcionado compensación a los apátridas en 1992.

### Contactos entre idiomas
En la antigua Checoslovaquia, el primer canal de televisión era un canal de titularidad federal y las lenguas checa y eslovaca fueron utilizadas en proporciones idénticas en los noticiarios de televisión, aunque las películas extranjeras y las series de televisión fueran casi exclusivamente dobladas en checo, por ejemplo. Ello hizo que casi todos los habitantes de ambas naciones fuesen naturalmente bilingües, sin problemas para la comprensión de la otra lengua (además de que las dos lenguas eslavas siguen siendo muy próximas entre sí).
Después del divorcio, los nuevos canales de televisión en Chequia prácticamente dejaron de usar el eslovaco, y los jóvenes checos nacidos tras la escisión tienen ahora una comprensión mucho menor de la lengua eslovaca. Las noticias de la televisión checa, sin embargo, recientemente comenzaron a introducir de nuevo la cobertura en lengua eslovaca. También el número de libros y periódicos en lengua eslovaca vendidos en Chequia cayó drásticamente tras la escisión.
En Eslovaquia, sin embargo, la mayor parte de los abastecedores de televisión por cable ofrecen los canales de televisión checos y, por motivos económicos, muchos programas de televisión emitidos por los canales eslovacos todavía son doblados al checo, algunas de las películas estrenadas en los cines están subtituladas en checo y hay muchos más libros y revistas en lengua checa en el mercado que antes del divorcio. Los jóvenes eslovacos todavía tienen el mismo conocimiento (si no es que incluso es mejor) de la lengua checa que sus progenitores. Además tanto la regulación tribunal como la última versión de ley sobre la lengua oficial garantizan a los checos el derecho de utilizar su idioma en todos los procedimientos oficiales con autoridades eslovacas.

### Telecomunicaciones
Los dos estados sucesores continuaron usando el código de país +42 hasta febrero de 1997, cuando fue reemplazado por dos códigos separados: +420 para la República Checa y +421 para Eslovaquia. Desde entonces, las llamadas telefónicas entre ambos países requieren marcación internacional.

## Iniciativa Checoslovaquia 2018
Después de un período de transición de aproximadamente veintidós años, durante los cuales las relaciones entre los dos Estados podrían ser caracterizadas como "un trauma post-divorcio", las relaciones actuales entre checos y eslovacos, como muchos indican, están probablemente mejor de lo que han estado nunca. Esta situación ha llevado al surgimiento de la iniciativa Checoslovaquia 2018, que pretendía la convocatoria de un referéndum durante ese año. La fecha tiene un fuerte contenido simbólico ya que coincide con el centenario de la creación del Estado checoslovaco tras la I Guerra Mundial en 1918. Las razones que se aducen para la convocatoria son que la disolución se hizo por parte de los políticos y de espaldas a una opinión pública contraria o desinteresada, que las relaciones entre ambos países son inmejorables y que la formación de un Estado más grande y fuerte le daría más peso en el contexto internacional.
En diciembre de 2017, una encuesta llevada a cabo por Radio Praga reveló que los checos y eslovacos se siguen sintiendo como familiares pero, por lo general, se muestran satisfechos por tener sus propios Estados por separado. Al preguntárseles si veían factible una reunificación, la mayoría de los checos y eslovacos contestaron que «lo que una vez se separó difícilmente se podrá reunificar». El 28 de octubre de 2018 la República Checa y Eslovaquia celebraron el centenario de la creación de Checoslovaquia.